# Pavillon Alexandre-Vachon
Le pavillon Alexandre-Vachon  (VCH) est l'un des bâtiments de l'Université Laval, à Québec.

## Description
Il compte plusieurs départements de sciences pures de la Faculté des sciences et de génie (physique, génie physique et optique, biochimie et microbiologie, biologie, chimie (incluant le Centre de recherche en science et ingénierie des macromolécules, dit CERSIM), mathématiques et statistiques), l'école d'actuariat ainsi que la bibliothèque scientifique. On y retrouve également le Centre de recherche sur les propriétés des interfaces et la catalyse (CERPIC) ainsi que le Centre d'optique, photonique et laser (COPL).
Conçu par Lucien Mainguy, le pavillon est rémové en 2012 par STGM Architectes. Il est nommé en l'honneur d'Alexandre Vachon, recteur de l'Université en 1939-1940.
Le Colosse de Québec, qui se trouve dans l'ancienne tour de l'accélérateur de particules, est situé au nord-ouest du pavillon.

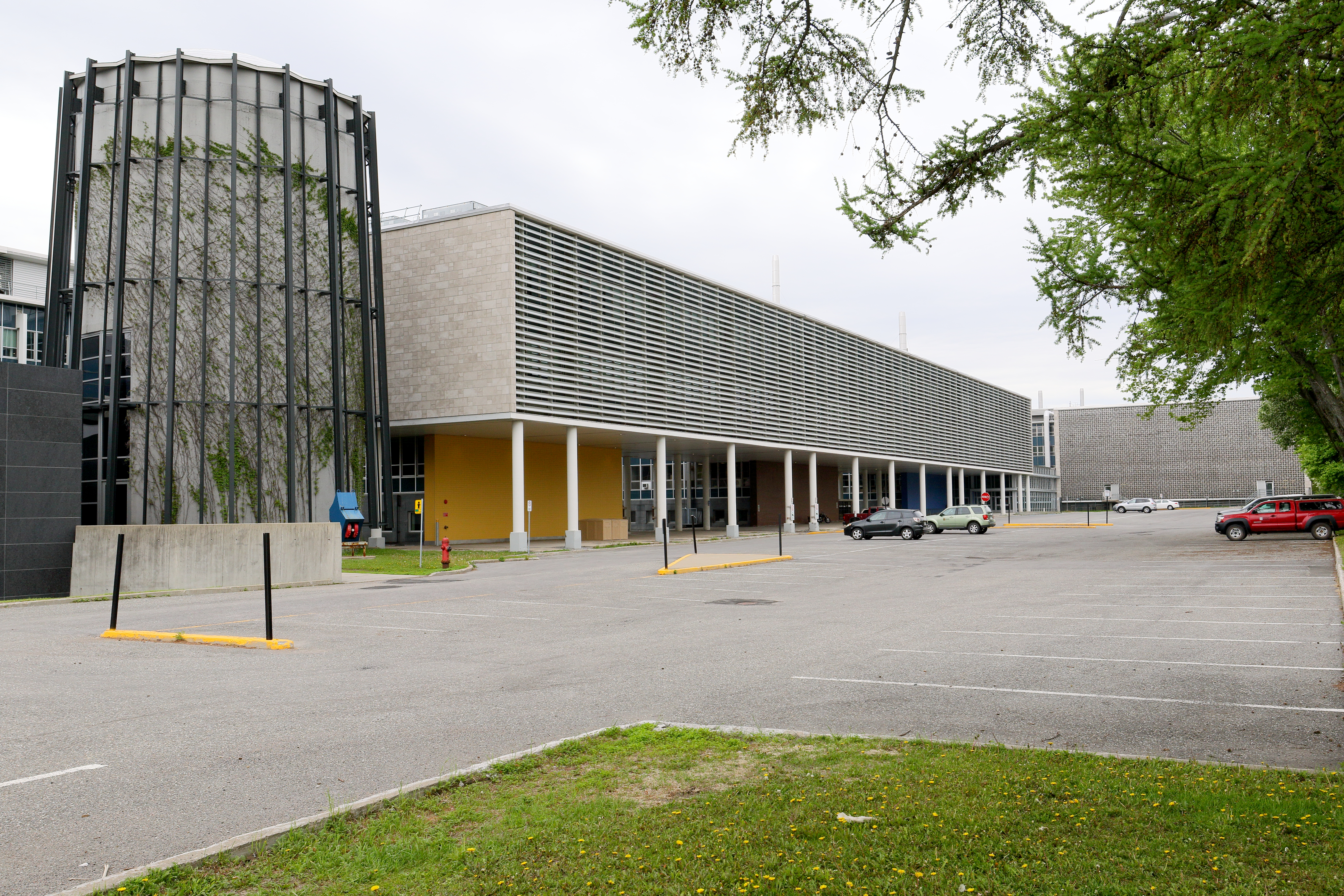
Façade ouest avec le Colosse
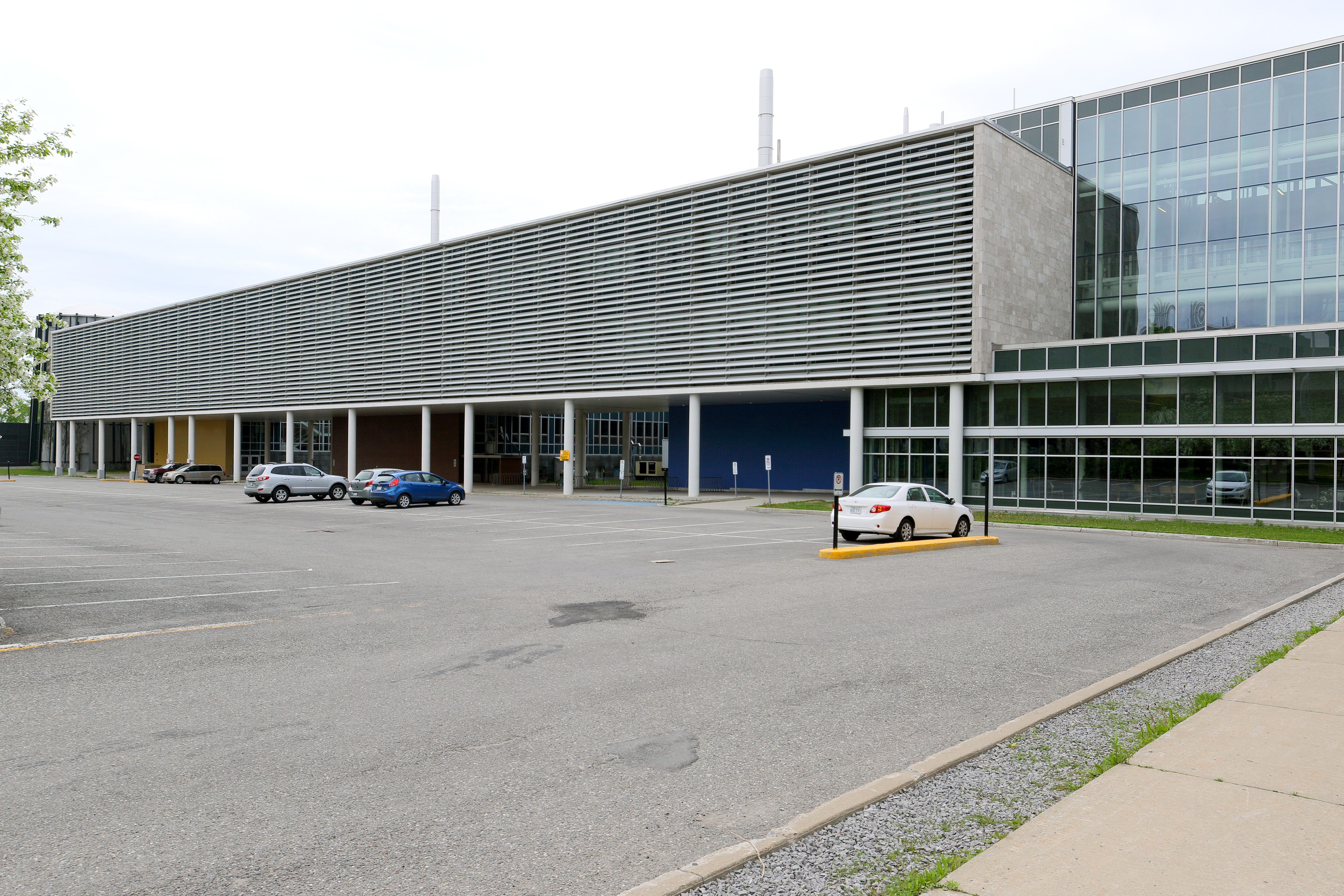
Façade ouest avec l'atrium
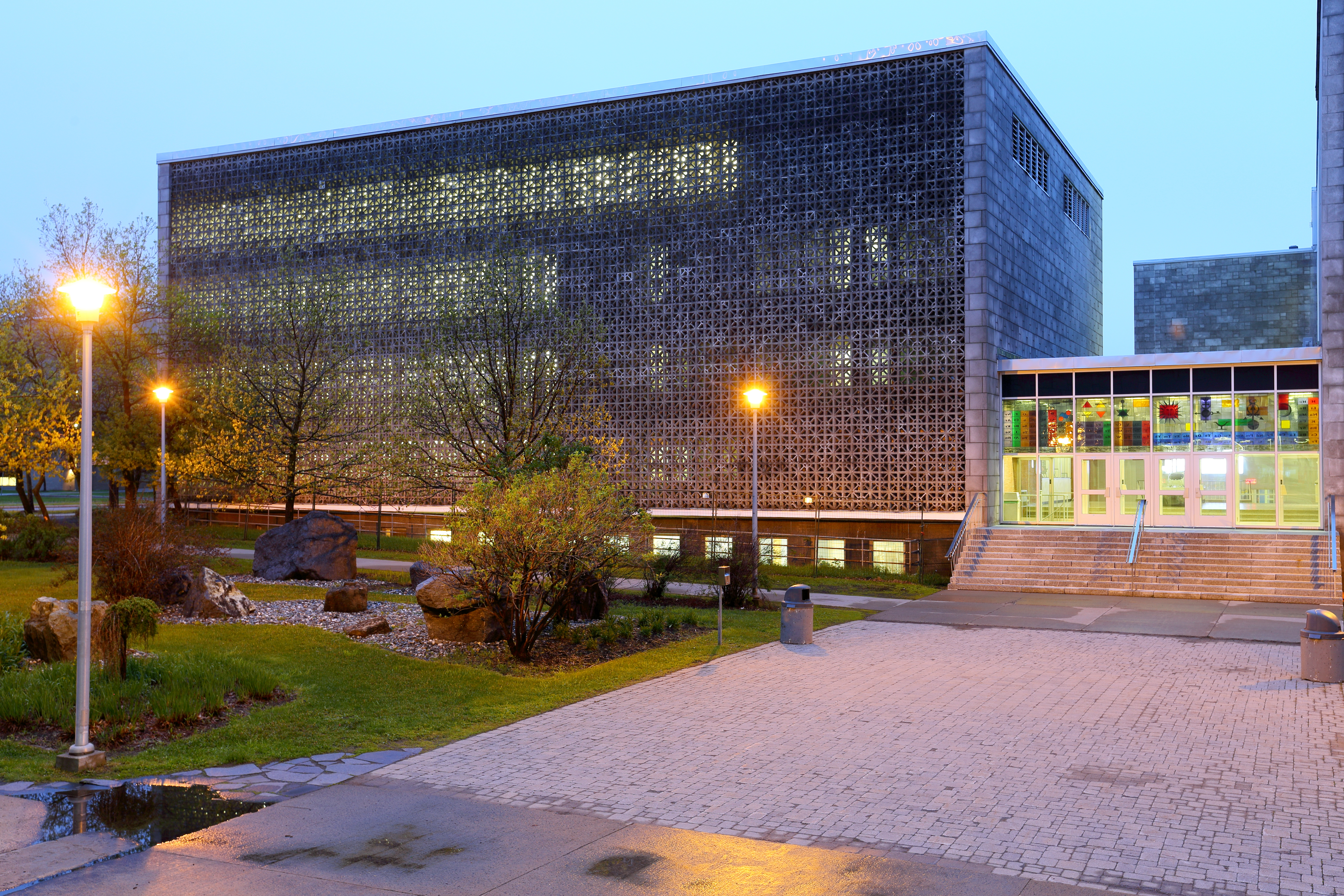
Vue de l'aile sud-ouest ou loge les collections des sciences et technologies de la Bibliothèque.

## Art public
Deux œuvres d'art public ornent ce pavillon : la Mosaïque murale du pavillon des sciences pures d'Omer Parent et le vitrail Tableau périodique des éléments de Marius Plamondon.

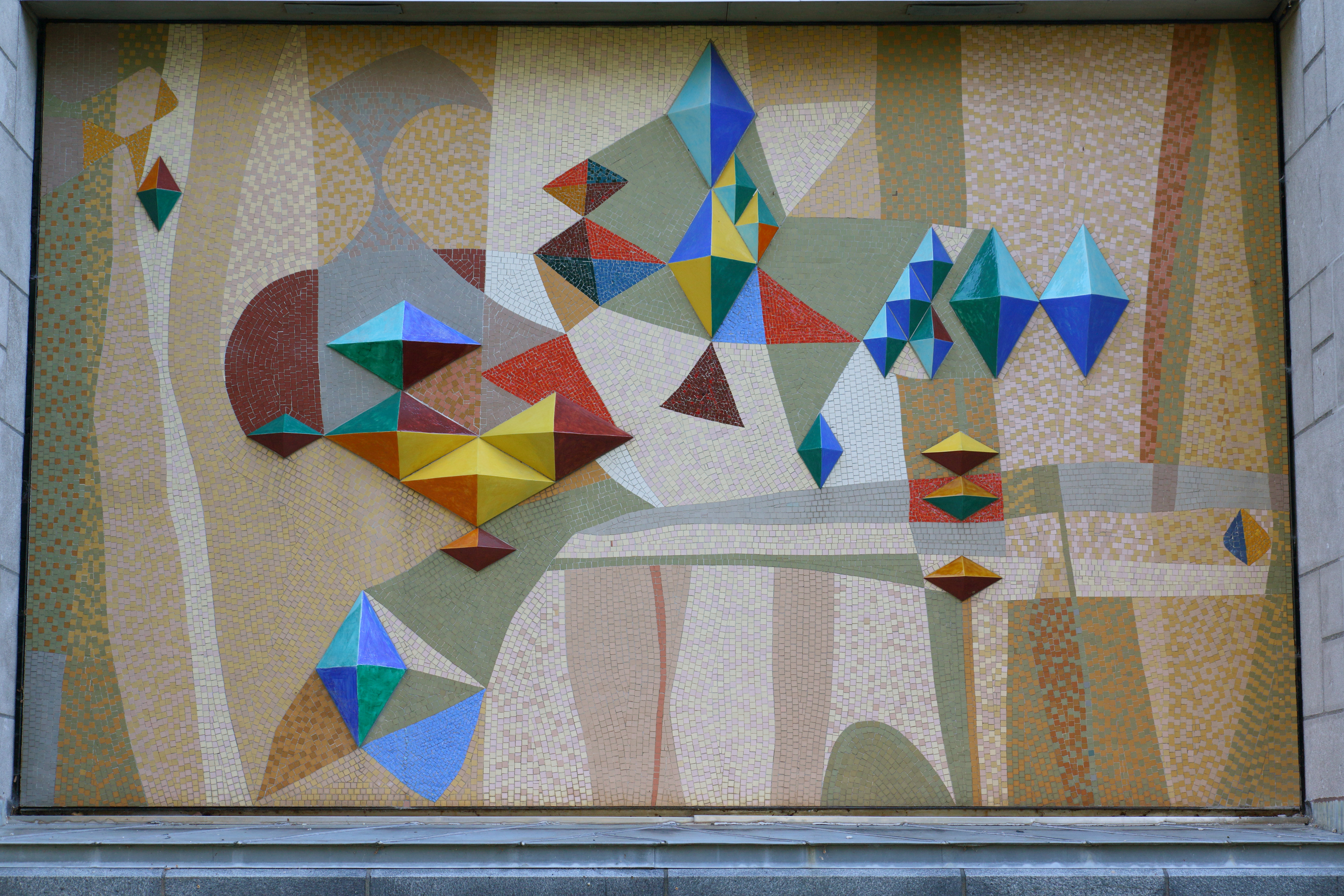
la mosaïque
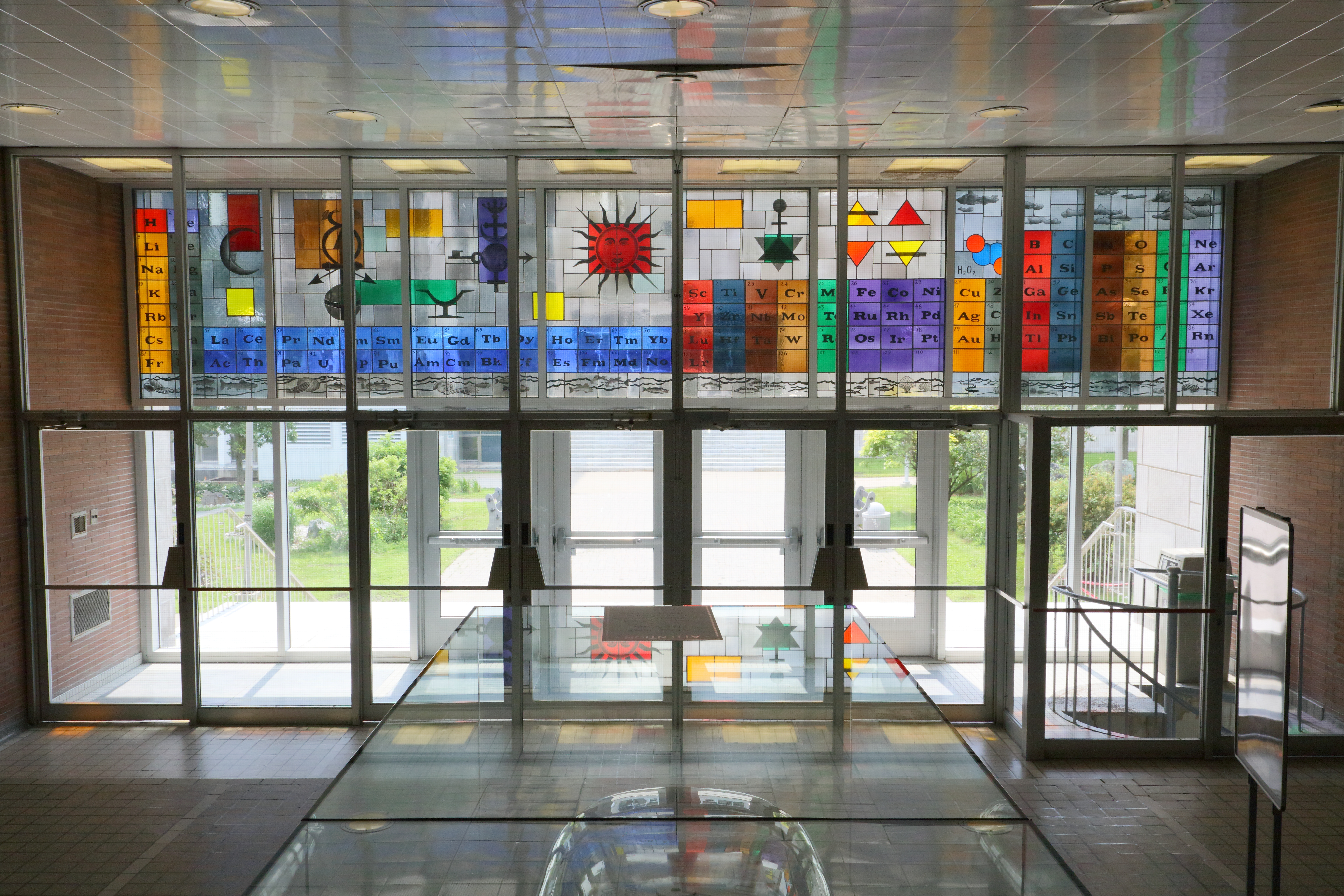
le vitrail
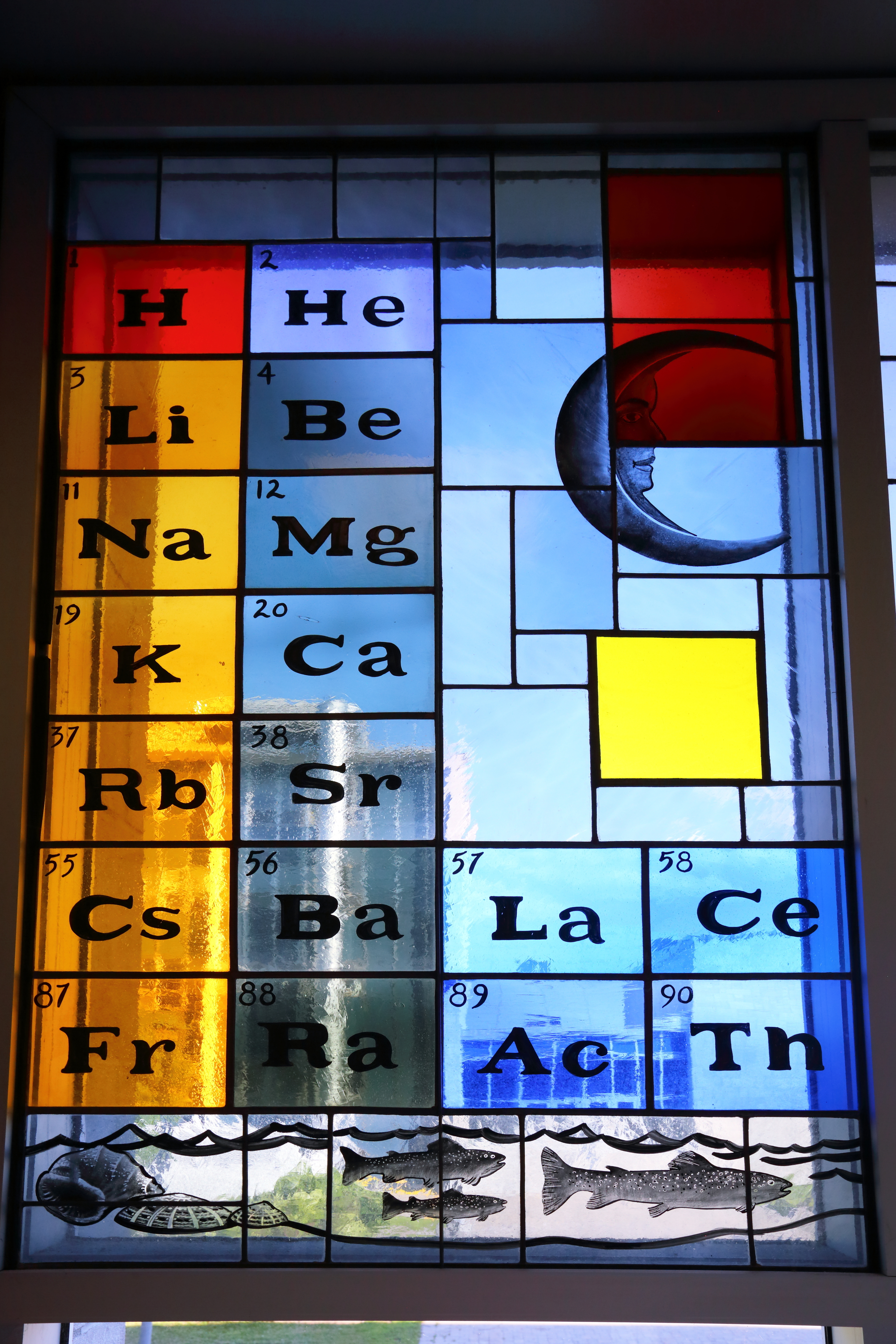
le vitrail (détails)
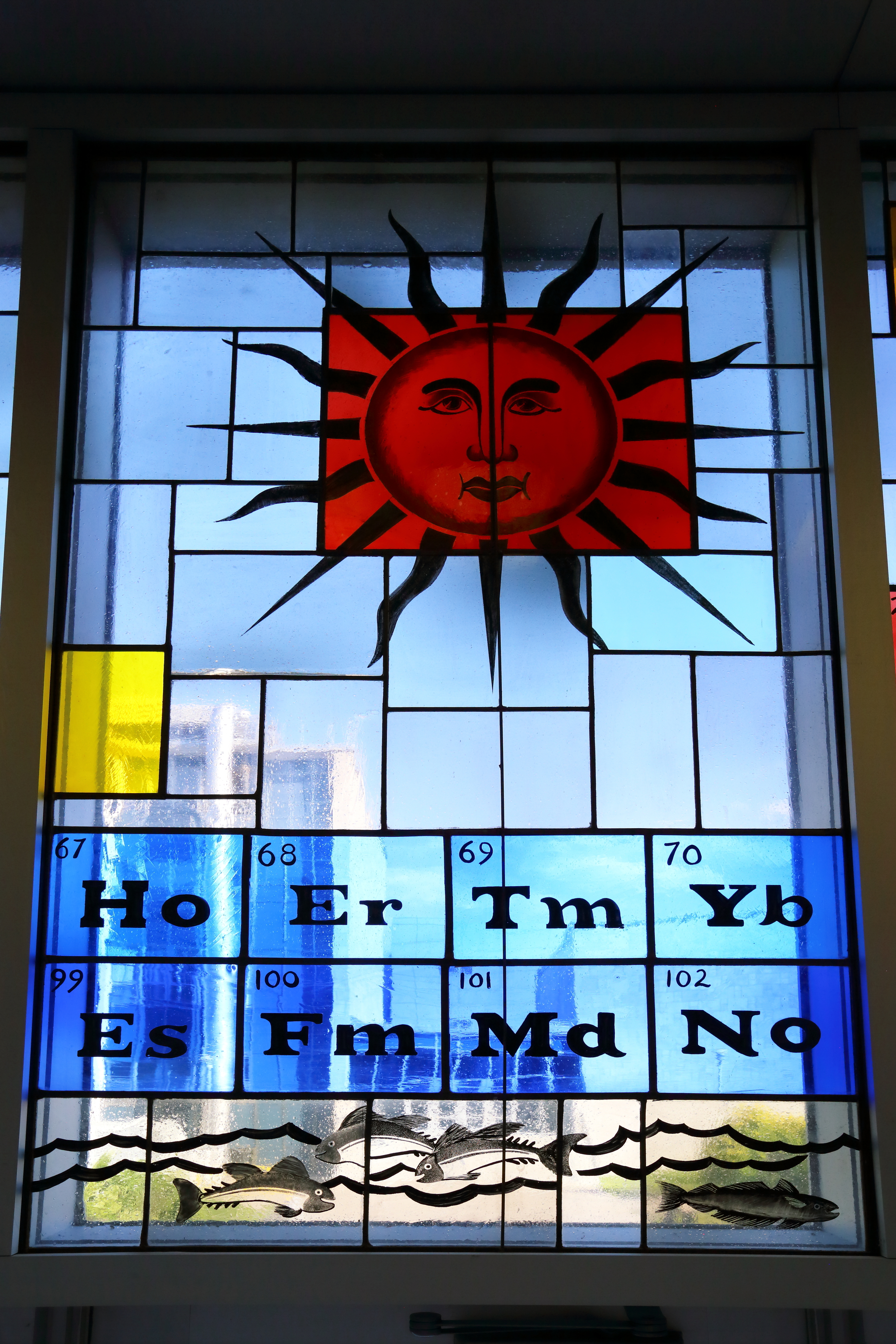
le vitrail (détails)